# Voi ch'ascoltate in rime sparse il suono
Voi ch'ascoltate in rime sparse il suono è la lirica proemiale (RVF 1), nonché il sonetto I (1), del Canzoniere di Francesco Petrarca, dove l'autore guarda in modo retrospettivo al suo amore infelice di cui si è in parte liberato, vergognandosene e riflettendo sulla vita, mentre si rivolge ai suoi lettori sperando di trovare pietà e perdono per il suo errore di gioventù (definito "giovenile errore").
Questa poesia, pur essendo al primo posto della raccolta, non è sicuramente stata composta per prima, ma intorno al 1350, ossia dopo la morte di Laura, dato il carattere retrospettivo della tematica. Tuttavia, ha un carattere introduttivo, proemiale e, al tempo stesso, quasi di sintesi conclusiva dell'intera opera, anche grazie a una raffinatezza retorica che si rifà agli stilemi classici (probabilmente al carme 8 di Catullo); perciò la lirica apre il Canzoniere con uno stile decisamente elevato e ricercato.

## Testo
| Testo | Parafrasi |
| --- | --- |
| Voi ch’ascoltate in rime sparse il suono di quei sospiri ond’io nudriva ’l core in sul mio primo giovenile errore quand’era in parte altr’uom da quel ch’i’ sono, del vario stile in ch’io piango et ragiono fra le vane speranze e ’l van dolore, ove sia chi per prova intenda amore, spero trovar pietà, nonché perdono. Ma ben veggio or sì come al popol tutto favola fui gran tempo, onde sovente di me medesmo meco mi vergogno; et del mio vaneggiar vergogna è ’l frutto, e ’l pentersi, e ’l conoscer chiaramente che quanto piace al mondo è breve sogno. | Oh voi che ascoltate in queste poesie sparse il suono di quei sospiri (d'amore) di cui io mi nutrivo il cuore durante il mio primo errore giovanile quando ero parzialmente un uomo diverso da quello che (oggi) sono, per lo stile vario in cui piango e rifletto fra le speranze vane e il dolore vano, se fra voi c'è chi comprende l'amore per esperienza, spero di trovare pietà e perdono. Ma ora capisco bene come per tutto il popolo fui oggetto di derisione, perciò spesso con me mi vergogno di me stesso; e il frutto del mio vaneggiare (del mio amore infelice) è la vergogna, e il pentimento, e il capire chiaramente che tutto ciò che piace al mondo è un sogno fugace (è vano). |

## Analisi strutturale

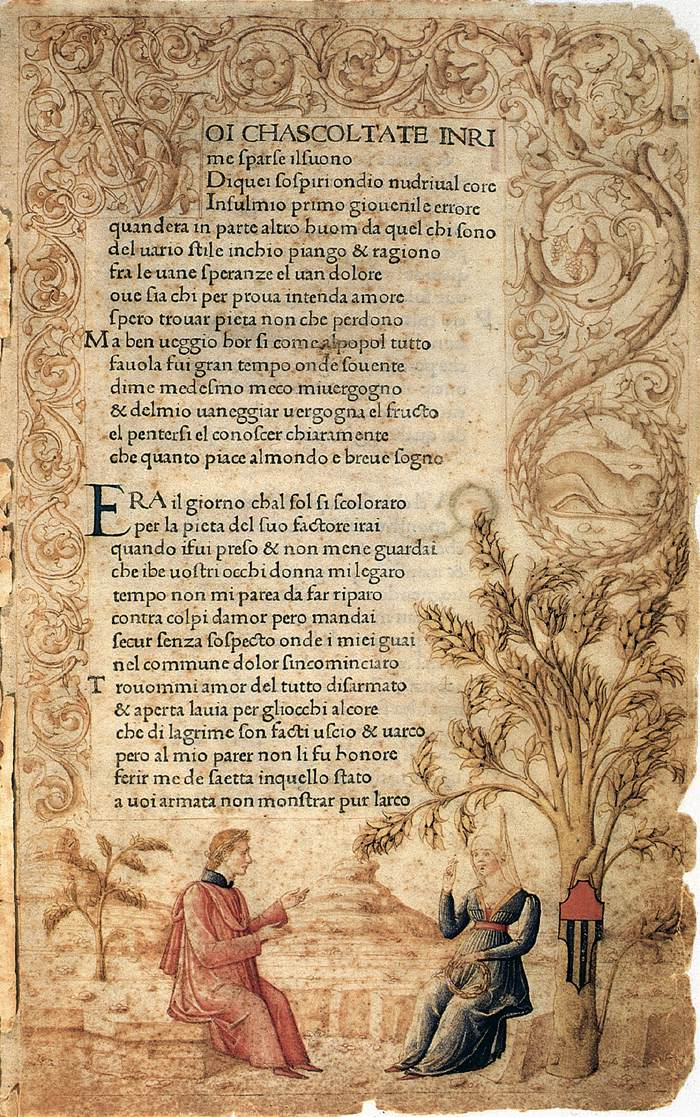
Altra versione miniata del Canzoniere, sempre del 1470 a cura di Vindelino da Spira, e illustrata da con i due sonetti, illustrata da Girolamo da Cremona, proprietà della Biblioteca Nazionale Marciana di Venezia.

Il sonetto è costituito da 14 versi, tutti in endecasillabi, divisi in quattro strofe: 2 quartine e 2 terzine. Le rime sono costruite secondo lo schema metrico ABBA, ABBA; CDE, CDE (A ed E sono una quasi-rima, -ono/-ogno). Le prime due quartine sono un unico periodo, aperto dall'allocuzione ai lettori ("Voi ch'ascoltate") e retto dal verbo finale ("spero trovar"), con anacoluto.

### Figure retoriche
- una ripetizione di -ri nei primi versi ("rime", "sospiri", "nudriva");
- una ripetizione di -va nella seconda quartina ("vario", "vane", "van", "prova", "trovar");
- un chiasmo ai versi 5–6 ("piango-ragiono/ speranze-dolore");
- un'allitterazione della "f" al verso 10 ("favola fui");
- un'allitterazione della "m" al verso 11 ("me medesmo meco mi");
- un'allitterazione della "v" al v. 12 ("vaneggiar vergogna"), sempre in posizione iniziale per sottolineare il sentimento di condanna verso se stesso[2];
- un polisindeto ai versi 12–13 ("et... e... e..."), che rende incalzante l'elenco delle conseguenze negative dell'amore e del rimpianto espresso dall'autore[2].